# ¡Inspiración Argentina!
¡Inspiración Argentina! från 1993 är ett musikalbum av Sven-Bertil Taube. Han sjunger sånger av Evert Taube i arrangemang av Nestor Marconi.

## Låtlista
Sångerna är skrivna av Evert Taube om inget annat anges.
1. ¡Inspiración Argentina! – 3:46
2. Balladen om Ernst Georg Johansson från Uddevalla – 5:10
3. Fritiof och Carmencita – 3:16
4. Fritiof Andersson – 6:23
5. Balladen om Felix Ruiz Villamór (Nestor Marconi/Evert Taube) – 2:42
6. Sotar'n Santiago – 2:14
7. I dina drömmar – 2:26
8. Rönnerdahl på Pampas – 3:06
9. Jag är fri, jag har sonat ... – 2:30
10. Tango i Nizza – 3:42
11. Vidalitá – 3:37
12. Balladen om Ysabel Villamor – 6:52
13. Stockholmsmelodi – 2:54

## Medverkande
- Sven-Bertil Taube – sång
- Nestor Marconi – bandoneon
- Leonardo Marconi – piano, synthesizer
- Angel Ridolfi – bas
- Ricardo Dominguez – gitarr
- Jose Luis Colsani – trummor
- Mauricio Marcelli – fiol